# Dubowyj Haj (obwód żytomierski)
Dubowyj Haj (ukr. Дубовий Гай) – wieś na Ukrainie, w obwodzie żytomierskim, w rejonie korosteńskim, w hromadzie Owrucz. W 2001 liczyła 236 mieszkańców, spośród których 222 wskazało jako ojczysty język ukraiński, a 14 rosyjski.